# آرثر هيوسون
آرثر هيوسون هو سياسي أسترالي، ولد في 31 ديسمبر 1914 في Korumburra ‏ في أستراليا، وتوفي في 20 نوفمبر 1999. نشط حزبياً في الحزب الوطني الأسترالي. وقد انتخب عضو المجلس التشريعي الفيكتوري ‏ عن دائرة مقاطعة غيبسلاند ‏ (27 يونيو 1964 – 29 مايو 1970) وانتخب عضو مجلس النواب الأسترالي ‏ عن دائرة Division of McMillan ‏ (2 ديسمبر 1972 – 13 ديسمبر 1975).